# جيرار سان
جيرار سان (بالفرنسية: Gérard Saint)‏ مواليد 11 يوليو 1935 في فرنسا - الوفاة 16 مارس 1960 في لو مان، كان دراج فرنسي في صنف سباق الدراجات على الطريق.

## وصلات خارجية
- الموقع الرسمي

## روابط خارجية
- جيرار سان على موقع أرشيف الدراجات (الإنجليزية)
- جيرار سان على موقع إحصائيات الدراجات الإحترافية (الإنجليزية)